# Ермак, Максим Юрьевич
Макси́м Ю́рьевич Ерма́к (укр. Максим Юрійович Єрмак; род. 11 ноября 1976, Брюховецкая, Краснодарский край) — украинский и российский футболист, нападающий.

## Карьера

### Клубная
Воспитанник харьковской ДЮСШ-13, где его первым тренером был Сергей Леонидович Усенко, после школы немного поиграл в мини-футбол в харьковском клубе «Инга», но быстро осознал, что это не его вид спорта. Профессиональную карьеру начал в 1996 году в донецком «Металлурге», однако за основную команду ни разу не сыграл, выступал только в 1997 году за «Металлург-2», в составе которого провёл 12 матчей и забил 2 гола в лиге, и ещё сыграл 1 матч в Кубке Украины. В 1998 году перешёл в «Ниву» Винница, где выступал полгода, проведя за это время 13 матчей и забив 1 гол, после чего перешёл в клуб «Подолье», где выступал в течение года, провёл 25 матчей, в которых забил 1 гол, в лиге и 4 встречи сыграл в Кубке.
Летом 1999 года перешёл в «Кубань», в составе которой начал играть с августа, в том сезоне провёл 11 матчей, забил 2 гола и стал, вместе с командой, победителем зоны «Юг» Второго дивизиона, сыграл и в обоих матчах финальной серии за право выхода в Первый дивизион против тольяттинской «Лады», где по сумме двух встреч «Кубань» уступила. В 2000 году сыграл 35 матчей, в которых забил 11 мячей, в лиге и снова стал, вместе с командой, победителем зоны «Юг» Второго дивизиона, снова сыграл в обоих матчах финальной серии, где на этот раз «Кубань» по сумме двух встреч победила саранскую «Светотехнику» и вышла в Первый дивизион. Помимо этого, сыграл в том году 4 встречи и забил 1 мяч в Кубке России.
В сезоне 2001 года провёл 16 матчей, в которых забил 6 мячей, в первенстве и 2 матча в Кубке, вместе с командой стал бронзовым призёром Первого дивизиона. В следующем сезоне сыграл 16 матчей, в которых забил 5 мячей, в лиге и 2 встречи в Кубке, хотя весь сезон Максиму мешала нормально играть травма пятки, от которой он полностью восстановился только после сезона. В сезоне 2003 года сыграл 40 матчей, забил 12 мячей (лишь на 1 мяч меньше лучшего бомбардира команды в том году Дидье Бианга) и стал, вместе с командой, серебряным призёром Первого дивизиона, что давало право выхода в Премьер-лигу. Кроме того, сыграл 4 матча в Кубке сезона 2003/04.
В 2004 году дебютировал в Премьер-лиге, выйдя 13 марта в стартовом составе в матче 1-го тура против «Амкара». Всего в своём последнем в «Кубани» сезоне провёл 10 матчей за основу и 4 встречи за дублирующий состав, после чего 30 июня был отзаявлен, а уже 1 июля пополнил ряды клуба «Химки», где и доиграл сезон, проведя 23 матча, в которых забил 3 гола, в первенстве и 3 матча в Кубке России, в котором «Химки» в итоге дошли до финала, но уже без Максима.
В начале 2005 года был на просмотре в харьковском «Металлисте», которому не подошёл, и в итоге отправился в Казахстан, где выступал в клубе «Женис», за который сыграл 15 матчей и забил 3 гола в ворота соперников, после чего вернулся назад, и во второй половине года выступал в любительском чемпионате Краснодарского края за клуб «ГНС-Спартак». В 2006 году перешёл на правах годичной аренды в астраханский «Волгарь-Газпром», за который сыграл в том сезоне 42 матча и забил 7 мячей в ворота соперников.
В 2007 году перешёл в белгородский клуб «Салют-Энергия», в составе которого играл затем на протяжении двух лет. В сезоне 2007 года провёл 41 матч, в которых забил 7 мячей, в первенстве и 2 встречи, в которых забил 2 гола, в Кубке. В следующем сезоне сыграл уже только 23 матча, в которых забил 2 гола, в лиге и 2 встречи, в которых забил 1 гол, в Кубке России. В ряде матчей был капитаном команды.

## Достижения

### Командные
«Кубань»
2-е место в Первом дивизионе России (выход в Высший дивизион): (1)
- 2003

## Личная жизнь
В Харьков переехал после развода родителей.
В 2002 году женился.